# Heberg
Heberg er en landsby i Årstad, Skrea og Eftra sogner, Falkenbergs kommun, Hallands län, Sverige, ca. 10 km sydøst for Falkenberg. Byen har 465 indbyggere. Politikeren Anders Henrikson i Heberg hvor fra Heberg. 